# Metaseiulus profitai
Metaseiulus profitai är en spindeldjursart som först beskrevs av Denmark 1994.  Metaseiulus profitai ingår i släktet Metaseiulus och familjen Phytoseiidae. Inga underarter finns listade i Catalogue of Life.